# Peter Cherif
Pour les articles homonymes, voir Cherif et Abou Hamza.
Peter Cherif ou Abou Hamza, est un djihadiste français, né le 26 août 1982 dans le 20e arrondissement de Paris,, membre d'Al-Qaïda en Irak et d'Al-Qaïda dans la péninsule arabique (AQPA). On perd sa trace au Yémen, jusqu'à son arrestation le 16 décembre 2018 à Djibouti.
Accusé d'avoir participé à la prise d'otage d'humanitaires français et d'avoir introduit Chérif Kouachi au sein d'AQPA, il est condamné à la réclusion criminelle à perpétuité pour son rôle dans l'attentat contre Charlie Hebdo.

## Engagement djihadiste
Son père afro-caribéen, de confession catholique, meurt quand il a 14 ans. Sa mère, née en Tunisie, est quant à elle musulmane.
Avant de se radicaliser, Peter Cherif était connu pour des faits de vol avec arme ou de trafic de stupéfiants. À 20 ans, il tente bien de s’engager dans l’armée puis doit y renoncer. Il est alors dans la pratique religieuse, Farid Benyettou l'instruisant dans l'islam radical au sein de la filière des Buttes-Chaumont. 
Il se convertit à l'islam en 2003 et il endoctrine les frères Kouachi, auteurs de l'attentat contre Charlie Hebdo commis en janvier 2015, mais aucun élément matériel ne relie Peter Cherif à cet attentat.
Avec ses amis de collège Chérif Kouachi et Mohamed el-Ayouni, ils se tournent, ensemble, vers la foi et l’antisémitisme. Ils fréquentent la mosquée du Pré-Saint-Gervais jusqu'à ce que Saïd, le frère aîné de Chérif, les emmène à la mosquée Adda’Wa de leur arrondissement où Farid Benyettou les endoctrine, mais sans vraiment passer à l'acte jusqu'à ce que leur ami Boubaker El Hakim les appelle au djihad lors d'une interview télévisée en 2003. Peter Cherif se rend en Irak et se bat à Falloujah ; il est recherché par les Américains pour terrorisme. Il est capturé en 2004, emprisonné à Abou Ghraib et condamné à 15 ans de prison. Il réussit à s’échapper de la prison de Badoush (au nord-ouest de Mossoul) en 2007, avant d’être arrêté en Syrie, puis extradé vers la France en 2008. Remis en liberté avant d’être jugé, il s’échappe une nouvelle fois, le dernier jour de son procès, et fuit d'abord vers la Tunisie en 2011, où il rejoint Boubaker El Hakim, un autre djihadiste qui devient le plus haut gradé français de Daech. Le 25 avril 2011, Peter Cherif part ensuite pour le Yémen, en transitant par Oman, et s'engage dans les rangs d’Al-Qaïda dans la péninsule arabique. Il est accompagné de Salim Benghalem, un autre djihadiste de premier plan. 
À partir de 2011, Peter Cherif est donc actif au sein de l'organisation qui prend le contrôle d'une importante partie de l'est du Yémen. Il sert notamment de traducteur, ainsi que pour la propagande en ligne de l'organisation et le recrutement de combattants. En 2015, l'organisation commence à subir des revers jusqu'à la reprise d'Al Moukalla, la plus grande ville sous son contrôle, en avril 2016, par les forces yéménites alliées à l'Arabie saoudite. 

## Arrestation et procès
Peter Cherif serait arrivé en bateau du Yémen à Djibouti en 2018 dans la ville côtière d’Obock, avec de faux papiers et aurait d’abord séjourné dans un camp de réfugiés yéménites, avant de s’installer mi-septembre dans la périphérie de la ville de Djibouti où il aurait vécu de petits boulots, avant de projeter de se rendre en Algérie. Il est localisé par les Américains et la DGSE, qui donne l’information aux forces spéciales djiboutiennes, qui procèdent à son arrestation dans le quartier populaire de Balbala le 16 décembre 2018. Il est rapidement expulsé vers la France pour y être interrogé par la DGSI. Il doit toujours purger le reliquat d’une peine de cinq ans de prison prononcée en 2011 pour sa participation à la filière des Buttes-Chaumont.
Le 16 septembre 2024, son procès commence devant la cour d'assises spéciale de Paris pour association de malfaiteurs terroriste criminelle. Il est notamment jugé pour avoir introduit Chérif Kouachi dans l'organisation terroriste AQPA depuis le Yémen et pour la séquestration de trois Français membres de l'ONG Triangle génération humanitaire au Yémen en 2011. Il refuse de répondre aux questions lors de l'essentiel du procès. Interrogée par la Cour, son ancienne compagne, par ailleurs jeune sœur de Boubaker El Hakim, décrit avoir subi des violences et viols réguliers de Peter Cherif. Lors de ses rares prises de paroles, il reconnait avoir joué le rôle de traducteur dans la prise d'otage des humanitaires, mais minimise son implication. Il nie cependant tout lien avec l'attentat contre Charlie Hebdo. L'accusation estime cependant que seul lui aurait pu introduire son ami d'enfance Chérif Kouachi dans AQPA, une organisation très fermée qui demande une personne pour se porter garante d'une nouvelle recrue. Pour les enquêteurs, « c’est lui qui a fait venir Chérif Kouachi au Yémen, lui qui a facilité son entrée au sein d’AQPA, lui encore qui a participé à son entrainement, le tout dans la perspective de commettre l’attentat contre Charlie ». En appui, les enquêteurs disposent d'un témoin clé : un prisonnier de l'organisation affirme que le chef d'AQPA, Anwar al-Awlaqi, a chargé Peter Cherif d'un projet d'attaque en France. 
Selon l'avocat général Benjamin Chambre, « En se taisant, [Peter Cherif] vous fait comprendre qu'il ne vous reconnaît pas légitime à le juger » et « obéit toujours à un schéma djihadiste binaire : nous les djihadistes, vous les mécréants (...) En se taisant, il crie sa haine de notre société, il vous hurle qu'il recommencera, qu'il poursuivra un engagement djihadiste. ». Reconnu coupable de l'ensemble des faits reprochés, il est condamné à la réclusion criminelle à perpétuité le 3 octobre 2024 avec une période de sureté de 22 ans. Il ne fait pas appel.

## Adaptation au théâtre
- Kévin, portrait d’un apprenti converti, texte d'Amine Adjina, mise en scène de Jean-Pierre Baro[15]La pièce a été écrite après qu'Amine Adjina a découvert que Peter Shérif était un de ses amis en classe de seconde, qu'il s’était radicalisé et avait rejoint la filière des Buttes-Chaumont.